# Слободан Јовановић (кошаркаш)
Слободан Јовановић (Београд, 19. фебруар 1997) српски је кошаркаш. Игра на позицији бека, а тренутно наступа за Вршац.

## Биографија
Играо је у млађим категоријама Земуна. Касније прелази у Партизан, са којим у децембру 2015. потписује први професионални уговор. За први тим црно-белих је дебитовао у сезони 2016/17, а у наредној 2017/18. сезони је поред Партизана играо на двојну регистрацију за ОКК Београд у Кошаркашкој лиги Србије. У августу 2018. потписује уговор са сарајевским Спарсима. У екипи Спарса је провео целу 2018/19. сезону, а почео је и наредну 2019/20. али је добио отказ већ средином октобра 2019. године. У фебруару 2020. се прикључио екипи Динамика. У сезони 2020/21. је наступао за ваљевски Металац.
Прошао је млађе репрезентативне селекције Србије. Са репрезентацијом до 16 година је освојио по једну бронзану и сребрну медаљу са Европских првенстава 2012. и 2013. године. Са репрезентацијом до 17 година је освојио бронзану медаљу на Светском првенству 2014. Играо је такође са селекцијама до 18 и 20 година на Европским првенствима 2015, 2016 и 2017. када није освојена медаља.

## Успеси

### Репрезентативни
- Европско првенство до 16 година:  2012,  2013.
- Светско првенство до 17 година:  2014.